# Neopetrobia arboriformae
Neopetrobia arboriformae är en spindeldjursart som beskrevs av Meyer 1987. Neopetrobia arboriformae ingår i släktet Neopetrobia och familjen Tetranychidae. Inga underarter finns listade i Catalogue of Life.